# لي سيمز
لي سيمز (بالإنجليزية: Lee Sims)‏ هو ملحن وعازف بيانو أمريكي، ولد في 30 أبريل 1898، وتوفي في 7 مايو 1966 بسبب سرطان.

## وصلات خارجية
- لي سيمز على موقع IMDb (الإنجليزية)
- لي سيمز على موقع ميوزك برينز (الإنجليزية)